# Thomas De Gendt
Thomas De Gendt (* 6. listopadu 1986) je belgický profesionální silniční cyklista jezdící za UCI ProTeam Lotto–Dstny.

## Kariéra
De Gendt se v roce 2011 stal vítězem úvodní etapy na Paříž–Nice. Později téhož roku vyhrál sedmou etapu Tour de Suisse. Na Tour de France utržil zlomeninu klíční kosti, i přesto však získal páté místo v 19. etapě do Alpe d'Huez a třetí místo v následující časovce.
V roce 2012 vyhrál De Gendt sedmou etapu Paříž–Nice z úniku, do nějž se dostal spolu s Reinem Taaramäem. Na Giru d'Italia z úniku zvítězil v předposlední etapě s cílem na Passo dello Stelvio a posunul se na průběžné čtvrté místo v celkovém pořadí. Následující den se posunul na finální pódiové třetí místo poté, co v závěrečné časovce předjel Michele Scarponiho.
V říjnu 2013 De Gendt podepsal jednoletý kontrakt s týmem Omega Pharma–Quick-Step pro sezónu 2014, neboť jeho předchozí tým Vacansoleil–DCM zanikl po sezóně 2013. Po neúspěšné sezóně se De Gendt před sezónou 2015 přesunul do týmu Lotto–Soudal, s nímž podepsal dvouletou smlouvu. Na Tour de France 2016 zvítězil ve dvanácté etapě s cílem na Mont Ventoux. Na Vueltě a España 2017 De Gendt vyhrál z úniku devatenáctou etapu a zkompletoval tak svou sbírku etapových vítězství na Grand Tours.
V roce 2018 De Gendt vyhrál třetí etapu závodu Volta a Catalunya, a jako obvykle z úniku. Později téhož roku se mu vydařil další únik v druhé etapě Tour de Romandie a připsal si tak další triumf.
V roce 2019 De Gendt zvítězil v osmé etapě Tour de France poté, co se dostal do tříčlenného úniku dne v této 200 km dlouhé etapě. Ten se později rozšířil na čtyřčlenný, ale v dalším průběhu etapy byl zúžen na pouze dvoučlenný. Na závěrečném stoupání sice De Gendt odpáral posledního soupeře v úniku, ale z pelotonu se ho vydali stíhat Julian Alaphilippe a Thibaut Pinot. I přesto, že jeho náskok rychle redukovali, nebyli schopní ho dojet a De Gendt na ně měl v cíli ve výsledku náskok 6 sekund.
Na Giru d'Italia 2022 De Gendt získal své druhé etapové vítězství na italské Grand Tour v kariéře, a to v osmé etapě. V ní se dostal do početného úniku spolu s týmovým kolegou Harmem Vanhouckem. S ním a dalšími 2 závodníky se ve finále ocitli na čele závodu a bojovali tako o etapové vítězství. Ve sprintu pak De Gendt všechny přesprintoval a sebral své první vítězství sezóny 2022.

## Hlavní výsledky
2006
Thüringen Rundfahrt der U23
 vítěz vrchařské soutěže
9. místo Grand Prix de Waregem
2007
Thüringen Rundfahrt der U23
vítěz 3. etapy
2008
Le Triptyque des Monts et Châteaux
 celkový vítěz
vítěz 1. etapy
vítěz Grand Prix de Waregem
3. místo Circuit de Wallonie
Vuelta a Navarra
5. místo celkově
vítěz 4. etapy
2009
vítěz Internationale Wielertrofee Jong Maar Moedig
Tour of Britain
 vítěz vrchařské soutěže
 vítěz sprinterské soutěže
4. místo GP Triberg-Schwarzwald
Tour de Wallonie
10. místo celkově
vítěz 4. etapy
Bayern–Rundfahrt
10. místo celkově
2010
Volta ao Algarve
 vítěz sprinterské soutěže
2. místo Brabantský šíp
Ster Elektrotoer
3. místo celkově
Étoile de Bessèges
4. místo celkově
Kolem Belgie
5. místo celkově
2011
Paříž–Nice
vítěz 1. etapy
Tour de Suisse
vítěz 7. etapy
Circuit de Lorraine
2. místo celkově
vítěz 3. etapy
Volta ao Algarve
9. místo celkově
9. místo Chrono des Nations
2012
Paříž–Nice
vítěz 7. etapy
Giro d'Italia
3. místo celkově
vítěz 20. etapy
3. místo Amstel Curaçao Race
2013
Volta a Catalunya
vítěz 7. etapy
2015
Paříž–Nice
 vítěz vrchařské soutěže
Tour de France
 cena bojovnosti po 13. etapě
2016
Tour de France
vítěz 12. etapy
lídr  po etapách 5 – 7 a 12 – 14
 cena bojovnosti po etapách 5 a 12
Volta a Catalunya
 vítěz vrchařské soutěže
 vítěz sprinterské soutěže
vítěz 4. etapy
Vuelta a España
lídr  po 9. etapě
 cena bojovnosti po 4. etapě
2017
Vuelta a España
vítěz 19. etapy
 cena bojovnosti po 13. etapě
Tour Down Under
 vítěz vrchařské soutěže
Critérium du Dauphiné
vítěz 1. etapy
Národní šampionát
4. místo časovka
Tour de France
 cena bojovnosti po 14. etapě
2018
Vuelta a España
 vítěz vrchařské soutěže
 cena bojovnosti po 4. etapě
Tour de Romandie
 vítěz bodovací soutěže
 vítěz vrchařské soutěže
vítěz 2. etapy
Paříž–Nice
 vítěz vrchařské soutěže
Volta a Catalunya
vítěz 3. etapy
Národní šampionát
2. místo časovka
2019
Tour de France
vítěz 8. etapy
 cena bojovnosti po 8. etapě
Volta a Catalunya
 vítěz vrchařské soutěže
vítěz 7. etapy
Paříž–Nice
 vítěz vrchařské soutěže
2020
Národní šampionát
4. místo časovka
2021
Volta a Catalunya
vítěz 7. etapy
2022
Giro d'Italia
vítěz 8. etapy

### Výsledky na Grand Tours
| Grand Tour      | 2011 | 2012 | 2013 | 2014 | 2015 | 2016 | 2017 | 2018 | 2019 | 2020 | 2021 | 2022 | 2023 |
| --------------- | ---- | ---- | ---- | ---- | ---- | ---- | ---- | ---- | ---- | ---- | ---- | ---- | ---- |
| Giro d'Italia   | —    | 3    | —    | 65   | —    | —    | —    | —    | 51   | 41   | DNF  | 74   | —    |
| Tour de France  | 62   | —    | 96   | —    | 67   | 40   | 51   | 65   | 60   | 52   | 82   | —    | —    |
| Vuelta a España | —    | 62   | DNF  | —    | DNF  | 65   | 57   | 67   | 56   | —    | —    | 80   | 99   |

| —   | Nezúčastnil se |
| DNF | Nedokončil     |